# Основы безопасности и защиты родины (ОБЗР)
Основы безопасности и защиты Родины (ОБЗР) — учебный предмет, изучающий правила безопасности при определенных ситуациях, угрожающих жизни и здоровью, а также дающий начальную военную подготовку. Одной из целей учебного предмета является подготовка к военной службе. В программу будет входить обучение безопасности в различных сферах: от бытовых ситуаций до цифровой среды. Среди предложений по преподаванию обновлённого предмета — привлечение к нему участников войны с Украиной.
С 1 сентября 2024 года предмет Основы безопасности и защиты Родины (ОБЗР) будет входить в учебную программу России, заменой предмету Основы безопасности жизнедеятельности (ОБЖ). Предмет будет изучаться с 8 по 11 класс (может изучаться с 5 класса, в зависимости от школьной программы).
Учебная программа была подготовлена московским Институтом развития профессионального образования. Авторский коллектив возглавила преподаватель КалмГУ Ангелина Муевой, в его составе также работали Алексей Линовский (Томский механико-технологический техникум) и Оксана Федорова (Анжеро-Судженский политехнический колледж. В ноябре 2023 Министерство просвещения опубликовало проект образовательных стандартов по предмету для общественного обсуждения, а в феврале 2023 была опубликована уже окончательная версия стандартов. По сравнению с проектом, в них были внесены значимые изменения -  удалены требования к освоению старшеклассниками представлений об общевойсковом бое, но больше времени выделено для изучения свойств и действия оружия массового поражения.